# ورزشگاه هیروشیما
ورزشگاه هیروشیما (انگلیسی: Coca-Cola West Hiroshima Stadium) یک ورزشگاه چندمنظوره در شهر هیروشیما، ژاپن است.
این ورزشگاه که در سال ۱۹۴۱ تأسیس شده دارای ۱۳٬۸۰۰ نفر ظرفیت می‌باشد و میزبان جام ملت‌های آسیا ۱۹۹۲ بوده‌است.